# Le Rire
Le Rire va ser un setmanari humorístic que va tenir gran èxit des de l'octubre de 1894, a un preu de 10 cèntims en forma de periòdic setmanal que apareixia els dissabtes i comptava amb 12 pàgines en format 23,3 x 31,4 cm, fins al 1971. Editat a París per Félix Juven durant la Belle Époque, Le Rire va aparèixer en un moment en què la societat parisenca començava a estar més cultivada, rica i disposava de més temps d'oci. L'interès per les arts, la cultura i la política va créixer durant l'última dècada del segle xix. Publicacions com aquesta ajudaven a satisfer la seva curiositat.
Quan va esclatar l'Afer Dreyfus el 1894, Le Rire va ser una de les moltes publicacions que va explotar immediatament els sentiments antirepublicans i antisemites que aquest escàndol va despertar en l'opinió pública. Com que aquell era un moment en què el govern francès es caracteritzava sovint per la corrupció i la mala gestió, els ministres i oficials militars es convertien en objecte de caricatura sovint.
De tots els setmanaris humorístics, aquest va ser el que va tenir més èxit, sobretot abans fins al 1914. Entre els seus il·lustradors més coneguts destaquen Jean-Louis Forain, Félix Vallotton, Théophile Alexandre Steinlen, Jean-Louis Forain, Jean-Jacques Sempé, Honoré Daumier, Xavier Gosé, Juan Gris, Ricard Opisso i especialment Henri de Toulouse-Lautrec, que va aportar 17 dissenys (deu d'ells en color) entre 1894 i 1897.